# 合田求吾
合田 求吾（ごうだ きゅうご、享保8年11月14日（1723年12月11日） - 安永2年4月12日（1773年6月1日））は、江戸時代中期の医学者。

## 来歴
讃岐国豊田郡和田浜生まれ（現香川県観音寺市）。父は合田伝右衛門吉盤。弟は合田大介（蘭斉）。名は強、字は千之、通称求吾、温恭、号は巨鼈、鼈山。幼少の時、合田又玄、高橋柳哲について医を修め、宝暦2年（1752年）2月京にて松原一閑斎に医と儒を学んだ。宝暦6年（1756年）江戸にて望月三英につき、山脇東洋による『外台秘要方』の開板の校正に携わった。その後、長崎にて吉雄耕牛・吉雄蘆風に学んだ後、宝暦12年（1762年）1月長崎より讃岐へ帰る途中の南肥後で永富独嘯庵・亀井南冥に出会い、二人に長崎に遊学を勧める。著書に、西洋式解剖書・西洋式内科書をまとめた『紅毛医言』や、『復田求吾書』、『医道聞書』などがある。墓は香川県観音寺市豊浜町和田浜。
弟子に尾藤二洲がいる。